# Beaulieu-sur-Dordogne
Beaulieu-sur-Dordogne (francoska izgovorjava: [boljø syʁ dɔʁdɔɲ], dobesedno Beaulieu na Dordogni; okcitansko Bél Luéc) je občina v departmaju Corrèze regije Nova Akvitanija v osrednji Franciji. Beaulieu je srednjeveško mesto, v katerem je prvotno prevladoval velik samostan sv. Petra, od katere je ostala samo samostanska cerkev. 1. januarja 2019 je bila nekdanja občina Brivezac združena v Beaulieu-sur-Dordogne.

## Zgodovina

### Srednji vek
Sredi nasledstvene vojne na čelu Akvitanije, okoli leta 855, se je Rodolphe de Turenne, nadškof Bourgesa, zbral za legitimno stvar, ki jo je utelešal Karel Plešasti, zavezan ustanovitvi samostanske fundacije na zemljiščih svoje družine. Po zavrnitvi pri Végennesu se je obrnil na Vellinusu. Kartular samostana je poročal, da si ob pogledu na sijaj kraja ni mogel kaj, da ga ne bi krstil bellus locus. Iz velikega samostana Solignac je povabil skupino menihov, da ustanovijo nov samostan in s svojim širokim sorodstvom sodeloval pri izgradnji dediščine samostana. Posvečen je bil leta 860. Tako kot tisti v bližnjih Uzercheju in Limogesu je bil tudi samostan sv. Petra v Beaulieuju benediktinska ustanova in je cvetela predvsem zaradi svoje bližine Jakobove poti. Prvi menihi so prišli iz samostana  Solignac blizu Limogesa.
Zahvaljujoč pobožnim donacijam grofov Quercy, vikontov Turenne, njihovih večkratnih vazalov, obsega območje samostana tretjino Bas-Limousin. Obdarjeno z zakladnico relikvij (Saint-Prime in Félicien) in čeprav je trpelo zaradi posvetnih poželenj, je doživelo spektakularen vzpon, ki je omogočil razvoj romanj. Beaulieu je postal bistvena etapa na cestah, ki povezujejo Limoges z Aurillacom in Figeacom, ki vodijo v Conques, Moissac, Toulouse in Santiago de Compostela. Ko je njegovo bogastvo raslo, so neodvisnost samostana ogrozili sosednji fevdalci, pred njihovim plenjenjem pa so jo branili limoški škofje. Okoli leta 1095 je bil priključen opatiji Cluny, reformirana in doživela ugodno obdobje, začela se je gradnja velike samostanske cerkve, ki se je nadaljevala skoraj pol stoletja. V 14. stoletju so postavili ločen zahodni zvonik, ki je služil tudi kot mestni zvonik.
Mogočen samostan pod zaščito priljubljenih svetnikov je bil v okolju rodovitne zemlje, ki je bila nepogrešljiv pogoj za razvoj vaščanov. Od konca 12. stoletja je okoli samostanskih stavb, zaščitenih z obzidjem, prekinjenega s stolpi in obrobljenega z jarkom, nastala vas. Iz samostanskega ograjenega prostora so se razvila okrožja zunaj obzidja: Faubourg de la Grave, proti Dordogni, kjer je bila nekdanja bolnišnica; glavno okrožje na mestu stare vasi Vellinus; Barri du Trou, v katerem so bili pokojniki pokopani, in okrožje Mirabel v bližini starodavnih sadovnjakov samostana. Beaulieu je postal pomembno trgovsko mesto, iz katerega je nastala prava meščanska skupnost, ki je vzbudila želje gospodov Castelnau in Turenne.
Od leta 1213 je samostan postopoma izgubljal moč. Beaulieu je postal središče spopadov za oblast med lordom opatom, srednjim razredom in vikontom Turennskim. Z začetkom 15. stoletja je samostan postopoma propadal.

### Sodobnost
Samostan je propadel med stoletno vojno, ki je opustošila regijo. Francoske verske vojne so dokončale proces. Med to vojno je samostan trpel zaradi napadov protestantov. Ko se je bližalo 16. stoletje, so se zamisli o reformi razširile pod vplivom trgovcev in gabarierjev (baržarjev) iz Dordogne. Dvakrat (1569–1574) so protestantske čete admirala Gasparda de Colignyja oplenile mesto in samostan. Cerkev  je bila nato spremenjena v protestantski tempelj. Leta 1622, zahvaljujoč Katoliški ligi, je samostan začela obnavljati benediktinska kongregacija Saint-Maur. Ponovno uvedejo meniško disciplino in šele leta 1663 je samostan ponovno začel delovati. Mesto, ki je spet cvetelo, je postavilo svoje razkošne dvorce. Nekdanji Ligaši so s pomočjo škofov ustanovili številne bratovščine.

### Francoska revolucija in cesarstvo
Ko je revolucija uničila samostanske in mavriške stavbe, je samostan še vedno dajal zavetje šestim menihom. Cerkvi je bilo prizaneseno in je postala župnijska cerkev.

### Sedanjost
1. januarja 2019 je občina svoj obseg razširila na Brivezac.

## Geografija
Beaulieu je na jugu departmaja Corrèze, ob cesti D940 na bregovih reke Dordogne, južno od Limousina. Tulle je 37 km severno. Brive-la-Gaillarde je oddaljen 38 km, Collonges-la-Rouge pa 20 km severozahodno. Aurillac (Cantal) je 60 km vzhodno. Občina je na celotni vzhodni meji omejena z Dordogno, na severu pa jo zaliva njen pritok Ménoire.

## Uprava
Beaulieu-sur-Dordogne je sedež kantona Midi Corrézien, ki je bil ustanovljen ob reorganizaciji francoskega kantona, ki je začela veljati marca 2015. Njegov sedež je v Beynatu. Sestavljen je iz občin: Albignac, Altillac, Astaillac, Aubazines, Beaulieu-sur-Dordogne, Beynat, Bilhac, Branceilles, La Chapelle-aux-Saints, Chauffour-sur-Vell, Chenailler-Mascheix, Collonges-la-Rouge, Curemonte, Lagleygeolle, Lanteuil, Ligneyrac, Liourdres, Lostanges, Marcillac-la-Croze,Ménoire, Meyssac, Noailhac, Nonards, Palazinges, Le Pescher, Puy-d'Arnac, Queyssac-les-Vignes, Saillac, Saint-Bazile-de-Meyssac, Saint-Julien-Maumont, Sérilhac, Sioniac, Tudeils, Végennes.
Kanton Beaulieu-sur-Dordogne je sestavni del okrožja Brive-la-Gaillarde.

## Gospodarstvo
Regija Beaulieu proizvede 400 ton jagod ali skoraj 1 % francoske proizvodnje. Zlasti hrani proizvodnjo marmelad skupine Andros v svojih tovarnah v Biars-Bretenouxu. Drugo nedeljo v maju poteka Praznik jagod, kjer pripravijo jagodno pito s premerom 8 metrov in 900 kg jagod.

## Kultura in dediščina

### Château d'Estresse
Dvorec je bil zgrajen na terasi, ki jo podpira srednjeveški podporni zid ob reki Dordogne, da bi branil Beaulieu in zgornjo dolino pred vdori iz reke (francoski kralj Odo je leta 889 ustavil Normane). Dvorec sestavljajo stavbe iz 14., 15. in 16. stoletja, nad vhodnimi vrati pa je še vedno mogoče videti špalir. 20. stoletje je dvorec dočakal v propadlem stanju, vendar so ga obnovili. Vključen je v popis zgodovinskih spomenikov.

### Samostan sv. Petra
Samostan, ki ga je v 9. stoletju ustanovil Rodolphe iz družine grofov Turenne, gospodov Beaulieuja, je bil v 11. stoletju priključena Clunyju. Pod zagonom gregorijanskih reform se je romanje močno razmahnilo, zato je bila potrebna gradnja novih, bolje prilagojenih cerkva.
Leta 1150 sta bila kor in transept nove cerkve v Beaulieuju že dokončana. Gradnja se je nadaljevala do 13. stoletja. Tloris je bil podoben drugim romanskim romarskim cerkvam, s tlorisom latinskega križa, ki je imel glavno in dve stranski ladji in ambulatorij, ki je romarjem omogočal, da molijo k svetnikom po lastni izbiri v apsidalni kapeli, ne da bi motili glavni oltar. Arhitekt Anatole de Baudot je izvedel obnovitvena dela.
Cerkev ima ladjo s štirimi travejami. Kor, južni krak transepta in velik del ladje segajo v prvotno romansko fazo stavbe. Zvonik in osrednji stolp sta poznejše gotske gradnje. Skupna dolžina stavbe je 71 metrov, širina na transeptu pa 38 metrov. Ladja se dviga na 17 metrov, osrednji stolp pa jo presega za 6 metrov.
Najpomembnejša značilnost cerkve je dovršeno izklesan južni portal, zlasti timpanon. Namesto običajne Poslednje sodbe prikazuje drugi prihod, zmagoslavno Kristusovo vrnitev in splošno vstajenje. Kristusa, velikega 2,1 metra, z razprtimi rokami v obliki križa obdaja 12 apostolov, nad njim pa angeli nosijo krono in žeblje. Medtem drugi angeli zatrobijo, da prikličejo mrtve.
Druga pomembna značilnost je fini baročni retable iz pozlačenega lesa iz leta 1678, narejen kmalu po ponovni ustanovitvi samostana. Upodablja Marijino vnebovzetje. Zakladnica vsebuje številne pomembne predmete iz visokega srednjega veka, vključno z Devico z otrokom in dvema relikviarijema za roke, ki so vsi izdelani iz lesa in prekriti s srebrnimi ali zlatimi lističi.

### Kultunra dediščina
Na svojih lestvicah leta 2017 je le Conseil national des villes et villages fleuris de France (Nacionalni svet cvetličnih mest in vasi Francije) podelil rožo občini na Concours des villes et villages fleuris (Tekmovanje cvetličnih mest in vasi).

## Pobratena mesta
- Scheinfeld (Bavarska, Nemčija);